# Quinqueloculinella
Quinqueloculinella es un género de foraminífero bentónico considerado como nomen nudum, invalidado y sustituido por Triloculinella de la subfamilia Miliolinellinae, de la familia Hauerinidae, de la superfamilia Milioloidea, del suborden Miliolina y del orden Miliolida. Su rango cronoestratigráfico abarca el Pleistoceno.

## Clasificación
En Quinqueloculinella no se ha considerado ninguna especie.